# 1756
1756 (MDCCLVI) je bilo prestopno leto, ki se je po gregorijanskem koledarju začelo na četrtek, po 11 dni počasnejšem julijanskem koledarju pa na ponedeljek.

## Rojstva
- 27. januar - Wolfgang Amadeus Mozart, avstrijski skladatelj († 1791)
- 3. marec - William Godwin, angleški novinar in politični filozof († 1836)
- 29. avgust - Jan Śniadecki, poljski književnik, matematik, astronom, filozof († 1830)

## Smrti
- 18. april - Jacques Cassini II., francoski astronom, geograf (* 1677)